# Rolf Hartmann (Bildhauer)

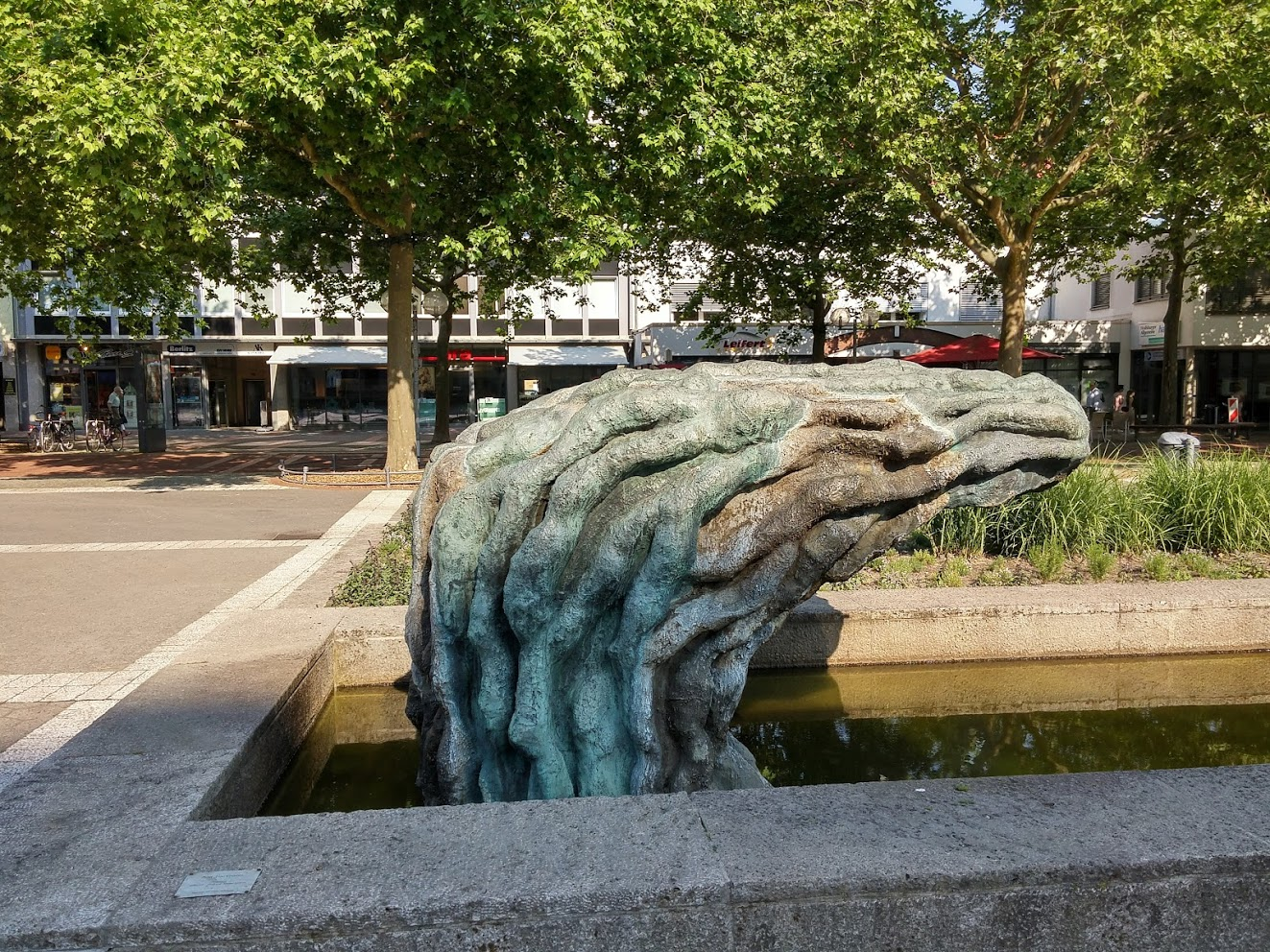
Brunnenplastik aus Bronze (1977) von Rolf Hartmann

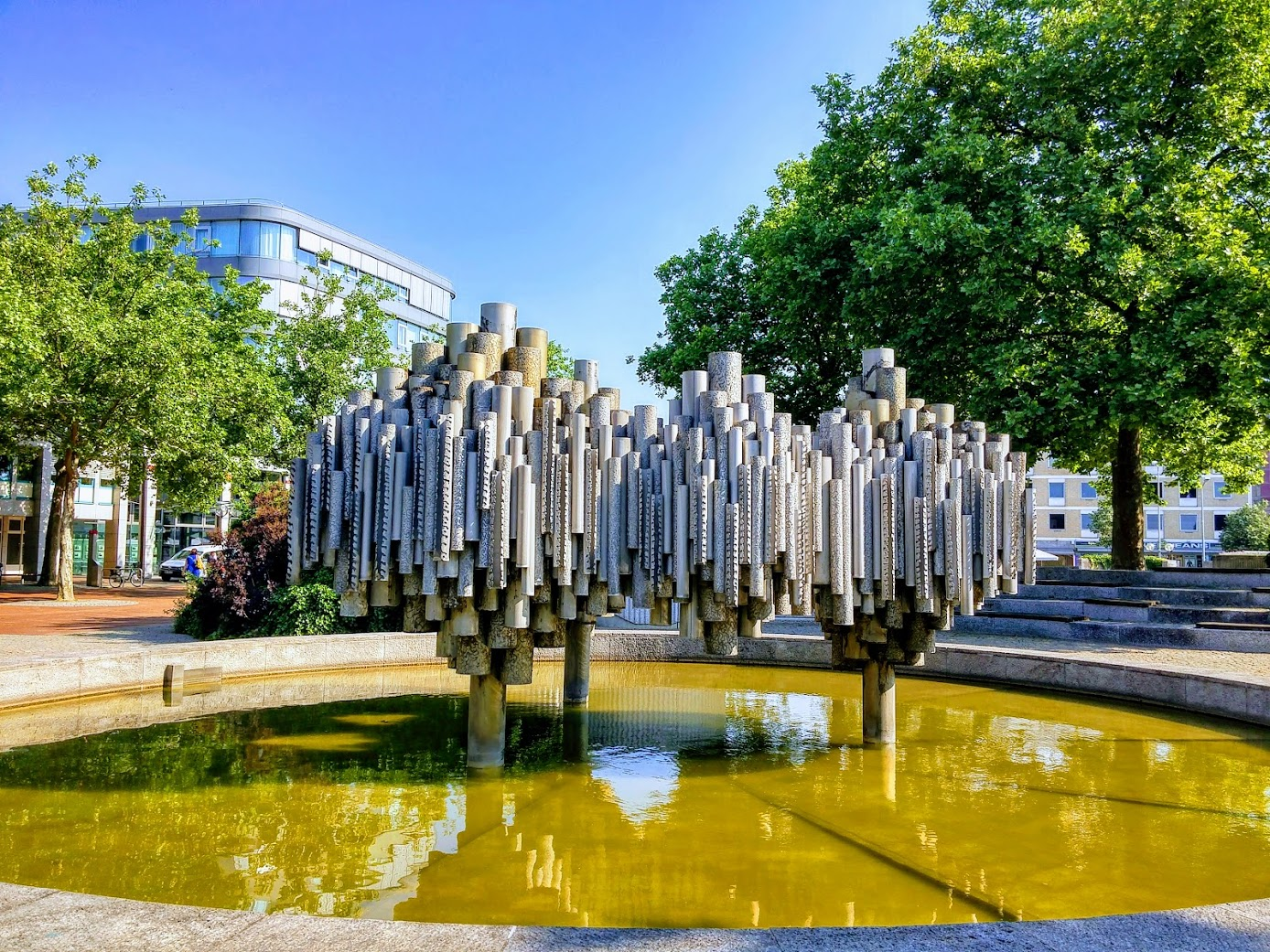
Röhrenbrunnen vor dem Wolfsburger Rathaus (1976/1977) von Rolf Hartmann

Rolf Hartmann (* 5. November 1937 in Göttingen; † 2007) war ein deutscher Bildhauer und Werklehrer.

## Leben
Rolf Hartmann lebte seit 1943 in Wolfsburg. Von 1966 bis 1972 studierte er Bildhauerei an der  Hochschule für Bildende Künste  Braunschweig und war Meisterschüler bei Emil Cimiotti. Von 1979 bis 1997 unterrichtete er am Wolfsburger Ratsgymnasium die Fächer Kunst und Werken. Für die Stadt Wolfsburg gestaltete er unter anderem 1977 eine Spielanlage im Freizeitpark Detmerode sowie den Röhrenbrunnen und eine Brunnenplastik aus Bronze vor dem Rathaus.

### Ausstellungen
- 2005 Burg Neuhaus, Wolfsburg
- 2004 Staatliches Museum Bagnols, Frankreich
- 2003 Kunstverein Salzgitter
- 2000 Autohaus Fallersleben, Wolfsburg
- 1998 Rathaus Wolfsburg
- 1993 Städtische Galerie Wolfsburg
- 1992 Kunstverein Salzgitter
- 1989 Bildhauersymposium Dolm
- 1988 Kunstverein Wolfsburg
- 1983 Dato Galerie Frankfurt
- 1979 Preisträger der Stadt Frankfurt
- 1977 Orangerie Hannover
- 1977 Kulturhaus Arhus, Schweden
- 1976 Salon de la Jeune Sculptur, Paris
- 1973 17. Achema Frankfurt
- 1971 Ruhrverband Essen